# クリスティーネ・ネストリンガー

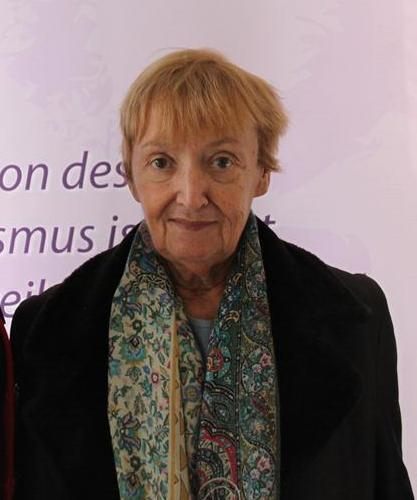
2012年

クリスティーネ・ネストリンガー（Christine Nöstlinger、1936年10月13日 - 2018年6月28日）は、オーストリアの児童文学作家。

## 概略
ウィーン生まれ。ウィーン工芸大学卒。大学ではグラフィックデザインを学ぶ。ラジオ・テレビの脚本から文筆活動を開始。1970年挿絵も担当した『真っ赤な髪のフリーデリケ』でデビュー。以後、児童向けの作品を次々に発表。その全業績に対して1984年、国際アンデルセン賞作家賞が授与された。代表作はドイツ児童文学賞受賞の「きゅうりの王さまやっつけろ」や自伝的小説「あの年の春は早くきた」、「空からおちてきた王子」「かべにプリンをうちつけろ」、〈金ぱつフランツ〉シリーズ、〈のっぽのミニ〉シリーズなど。日本でも代表作は翻訳されている。

## 日本語訳
- 『トマニ式の生き方』ヘルメ・ハイネ 絵, 星新一訳. エイプリル・ミュージック, 1978.10
- 『イルゼ姉さんの家出』西島洋造訳, 味戸ケイコイラスト. ティビーエス・ブリタニカ, 1981.8
- 『あの年の春は早くきた』上田真而子訳. 岩波書店, 1984.5
- 『かんづめぼうやコンラート』榊直子訳. 佑学社, 1985.10
- 『ブラネックさんにご注意!』クリスティーネ・ネストリンガー Jr. 絵, 上田真而子 訳. 岩波書店, 1987.11
- 『みんなの幽霊ローザ』若林ひとみ訳. 岩波書店, 1987.6
- 『きゅうりの王さまやっつけろ』若林ひとみ訳 (岩波少年文庫) 1987.7
- 「金ぱつフランツ」シリーズ 平野卿子訳, ゆーちみえこ絵. 偕成社

1、フランツまいごになる、1989
2、丸がりフランツずるするな! 1989.12
3、 1年ぼうずもらくじゃない　1990
4、やったね!1年生のしゅくだい作戦 1990.12
5、フランツおばけをこらしめる　1991
6、けがしたフランツ ごちそうたべた　1991
7、フランツはじめて恋をする　1992
8、うちのテレビはちょう能力?　1995
- 『空からおちてきた王子 メルヘン・ロマン』フリードリッヒ・カール・ヴェヒター画, 佐々木田鶴子訳.ほるぷ出版, 1991.5
- 『かべにプリンをうちつけろ』平野卿子訳. ほるぷ出版, 1992.1
- 『犬さんがくる!』松島富美代訳. ほるぷ出版, 1993.12
- 『ママのおむこさん』酒寄進一訳. 偕成社, 1993.2
- 「のっぽのミニ」シリーズ　クリスティーネ・ネストリンガー・Jr. 絵, 川西芙沙訳. くもん出版,

1、のっぽのミニはどきどき1年生  1994.7
2、のっぽのミニとペコペコねこのマウツ　1994
3、のっぽのミニのわくわくクリスマス 1994
4、のっぽのミニのぴかぴか大へんしん 1995
5、のっぽのミニはきらきら大スター　1995
6、のっぽのミニのはらはらなつやすみ　1995
- 『わたしにはパパだっているもんね』松沢あさか訳. さ・え・ら書房, 1995.4
- 『ユーリアの日記』松島富美代訳, ナムーラ・ミチヨ絵. ほるぷ出版, 1995.7
- 『耳の中の小人』松沢あさか訳. さ・え・ら書房, 1996.4
- 『あなたのネコもアクマかもしれない』松沢あさか訳, 大和田美鈴 絵. さ・え・ら書房, 1997.5
- 『象さんの素敵な生活』松島富美代訳, 荒井良二絵. ほるぷ出版, 1997.5
- 『テレビおじさん』佐々木田鶴子訳, 矢島眞澄 絵. 偕成社, 1997.9
- 『コンラッド』長谷川昌子訳. 創英社, 2001.9
- 『赤ちゃんおばけベロンカ』フランツィスカ・ビアマン絵, 若松宣子訳. 偕成社, 2011.8